# لئوناردو فرل
لئوناردو فرل (اسپانیایی: Leonardo Ferrel‎; ۷ ژوئیهٔ ۱۹۲۳ – ۱۱ ژوئیهٔ ۲۰۱۳) بازیکن فوتبال اهل بولیوی بود.
از باشگاه‌هایی که در آن بازی کرده‌است می‌توان به باشگاه فوتبال استرونگست اشاره کرد.
وی همچنین در تیم ملی فوتبال بولیوی بازی کرده‌است.